# سن-فورتونا، کبک
سن-فورتونا (به فرانسوی: Saint-Fortunat) شهری در منطقه شهری له آپالاش ناحیه شودییر-آپالاش در استان کبک کانادا است. در سرشماری سال ۲۰۱۱ این شهر ۳۱۴ نفر جمعیت داشته‌است و مساحت آن ۷۵٫۵۲ کیلومتر مربع است.